# Lappstarr
Lappstarr (Carex parallela) är en flerårig gräslik växt inom släktet starrar och familjen halvgräs. Lappstarr är lik nålstarr, men växer i glesa mattor med böjda högre strån. Dess honax blir från 8 till 16 mm, är gles i basen och har uppåtstående fruktgömmen. De olivbruna fruktgömmena blir från 3 till 3,5 mm och har kort slät näbb. Lappstarr blir från 15 till 30 cm hög och blommar i juli.

## Utbredning
Lappstarr är ganska sällsynt i Norden, men återfinns på kalkrik fuktig sand- eller grusmark, såsom hedar, gräsmyrar och älvstränder. Växer mest i fjälltrakter. Dess utbredning sträcker sig till norra Norge, norra Sverige, norra Finland och i små områden på Svalbard.
- Referens: Den nya nordiska floran ISBN 91-46-17584-9